# Channing, Texas
Channing är administrativ huvudort i Hartley County i Texas. Orten grundades 1888 och fick namnet Rivers efter järnvägsfunktionären George Channing Rivers. Namnbytet skedde senare samma år för att undvika förväxling med en annan ort och även namnet Channing hedrar Rivers. Enligt 2010 års folkräkning hade Channing 363 invånare.